# Савушкін Олександр Олександрович
Олександр Олександрович Савушкін (рос. Александр Александрович Савушкин; нар. 1 квітня 1937, Москва, СРСР) — радянський російський футболіст, нападник. Майстер спорту.

## Життєпис
У 1955 році був у складі утвореної в попередньому році ФШМ, провів один матч у розіграші Кубку СРСР. З 1957 року — у складі «Торпедо» (Москва). Протягом перших п'яти років у чемпіонаті провів 17 матчів — від двох до п'яти в сезоні. У 1962 році зіграв 13 матчів, всього відзначився трьома голами. У 1965-1967 роках грав за «Авангард» (Керч) у класі «Б»; за перші два сезони в 60 матчах забив чотири голи.
Володар Кубку СРСР 1959/60 — у фінальному матчі замінив Олега Сергєєва за чотири хвилини до початку додаткового часу.